# Funkcja von Mangoldta
Funkcja von Mangoldta jest funkcją arytmetyczną wykorzystywaną w teorii liczb. Jest przykładem ważnej funkcji, która nie jest ani multiplikatywna, ani addytywna.

## Definicja
Funkcja von Mangoldta, oznaczana przez {\displaystyle \Lambda (n),} jest zdefiniowana jako
{\displaystyle \Lambda (n)={\begin{cases}\log p,\quad &n=p^{k}\quad (k\in \mathbb {N} ),\\0,\quad &n\neq p^{k},\end{cases}}}
gdzie {\displaystyle p} oznacza dowolną liczbę pierwszą, a {\displaystyle \log } – logarytm naturalny.
Równoważnie, korzystając z odwracania Möbiusa i równości
{\displaystyle \log n=\sum _{d|n}\Lambda (d),}
możemy zdefiniować funkcję von Mangoldta jako
{\displaystyle \Lambda (n)=\sum _{d|n}\mu (d)\log \left({\frac {n}{d}}\right),}
gdzie {\displaystyle \mu } oznacza funkcję Möbiusa.